# District de Kolonjë

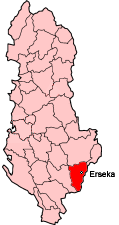

Le district de Kolonjë est un district d'une superficie de 805 km² pour 20 000 habitants. La capitale est Erseke. Le district dépend de la préfecture de Korçë.
Il est mitoyen des districts albanais de Përmet et Korçë mais détient aussi une frontière terrestre avec la Grèce.

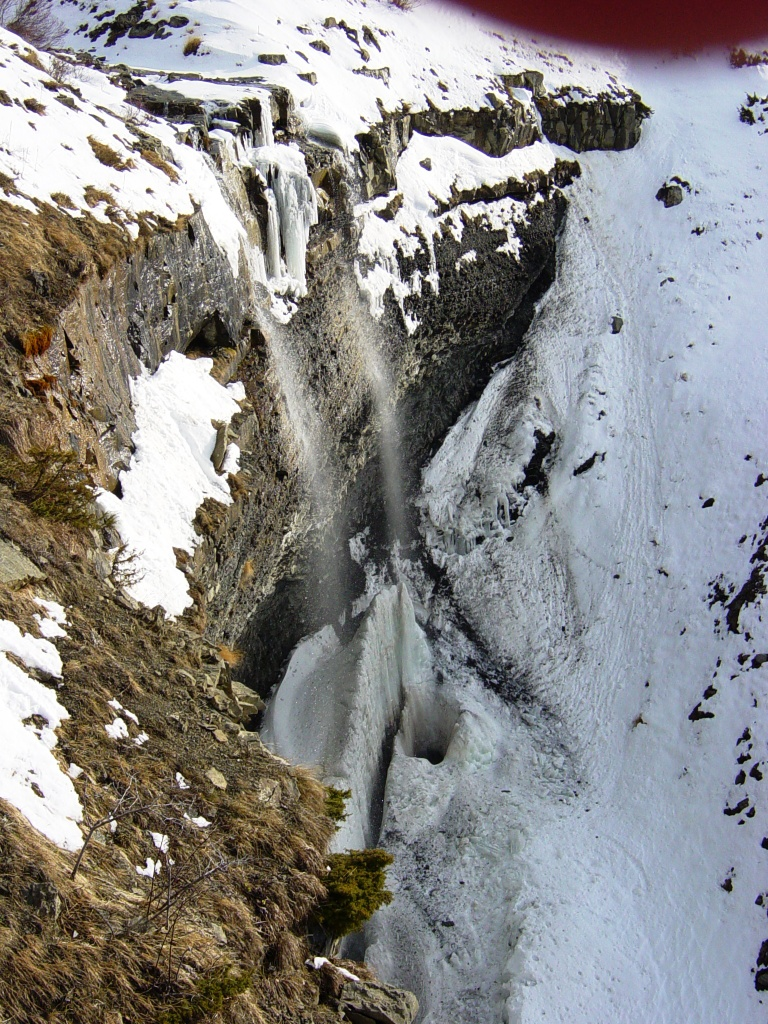
Cascade du mont Gramos